# Beechworth
Beechworth – miasto w Australii, w stanie Wiktoria.